# Casper Van Dien
Casper Robert Van Dien Jr. (sinh ngày 18/12/1968) là nam diẽn viên, nhà sản xuất phim người Mỹ.

## Thời thơ ấu
Van Dien sinh ra ở Milton, Florida. Ông là con trai của bà Diane (nhũ danh: Morrow), một giáo viên y khoa, và ông Casper Robert Van Dien Sr., một phi công và chỉ huy hải quân.
Tổ tiên Van Dien có gốc Hà Lan, định cư ở bang New York đã lâu năm. Bản thân Van Dien là người gốc Pháp, Thụy Điển, Anh và Mỹ.

## Danh sách phim

### Điện ảnh
| Năm  | Tên                                                                      | Vai                              | Ghi chú               |
| ---- | ------------------------------------------------------------------------ | -------------------------------- | --------------------- |
| 1996 | Beastmaster III: The Eye of Braxus                                       | King Tal                         |                       |
| 1997 | Casper: A Spirited Beginning                                             |                                  | Video                 |
| 1997 | Starship Troopers                                                        | Johnny Rico                      |                       |
| 1998 | Tarzan and the Lost City                                                 | Tarzan                           |                       |
| 1998 | Casper Meets Wendy                                                       | Crewcut Hunk                     | Video                 |
| 1999 | Omega Code                                                               | Gillen Lane                      |                       |
| 1999 | Sleepy Hollow                                                            | Brom Van Brunt                   |                       |
| 2000 | Sanctimony                                                               | Tom Gerrick                      |                       |
| 2000 | Road Rage                                                                | Jim Travis                       | [ 3 ]                 |
| 2002 | The Vector File                                                          | Gerry Anderson                   |                       |
| 2002 | The Rules of Attraction                                                  | Patrick Bateman                  | Trong cảnh bị lược bỏ |
| 2004 | Dracula 3000                                                             | Abraham Van Helsing              |                       |
| 2006 | The Curse of King Tut's Tomb                                             | Danny Freemont                   |                       |
| 2008 | Starship Troopers 3: Marauder                                            | Colonel Johnny Rico              |                       |
| 2009 | Through the Air to Calais or the Wonderful Cruise of Blanchard's Balloon | Dr. John Jeffries                | Phim ngắn             |
| 2011 | Shiver                                                                   | Det. Sebastian Delgado           |                       |
| 2011 | Born to Ride                                                             | Mike Callahan                    |                       |
| 2012 | Malibu Days                                                              |                                  | Phim ngắn             |
| 2012 | The Pact                                                                 | Bill Creek                       |                       |
| 2012 | Abraham Lincoln: Vampire Hunter Sequels                                  | James K. Polk                    | Phim ngắn             |
| 2012 | noobz                                                                    | Casper Van Dien                  |                       |
| 2012 | Christmas Twister                                                        | Ethan                            |                       |
| 2013 | 500 MPH Storm                                                            | Nathan Sims                      |                       |
| 2013 | Assumed Killer                                                           | Sam Morrow                       |                       |
| 2013 | 11 Seconds                                                               | Benjamin Stills                  |                       |
| 2013 | Mucho Dinero                                                             | Kurt                             |                       |
| 2013 | Higher Mission                                                           | John Perryman                    |                       |
| 2014 | Sleeping Beauty                                                          | Đạo diễn                         |                       |
| 2015 | Avengers Grimm                                                           | Rumpelstiltskin                  |                       |
| 2015 | June                                                                     | Dave Anderson                    |                       |
| 2016 | Army Dog                                                                 | Tom Holloway                     |                       |
| 2016 | Showdown in Manila                                                       | Charlie Benz                     |                       |
| 2016 | Star Raiders: The Adventures of Saber Raine                              | Saber Raine                      |                       |
| 2016 | Isra 88                                                                  | Lt. Col. Harold Richards         |                       |
| 2017 | Starship Troopers: Traitor of Mars                                       | Colonel Johnny Rico (lồng tiếng) | Kiêm sản xuất         |
| 2017 | All About the Money                                                      | Kurt                             |                       |
| 2018 | Last Seen in Idaho                                                       | Brock                            |                       |
| 2018 | Darkness Reigns                                                          | (Chính mình)                     |                       |
| 2018 | Dead Water                                                               | John                             |                       |
| 2018 | Alpha Wolf                                                               | Jack Lupo                        |                       |
| 2018 | Alita: Battle Angel                                                      | Amok                             |                       |